# Duplexeur
Ne doit pas être confondu avec Diplexeur.
 (juin 2023).
Si vous disposez d'ouvrages ou d'articles de référence ou si vous connaissez des sites web de qualité traitant du thème abordé ici, merci de compléter l'article en donnant les références utiles à sa vérifiabilité et en les liant à la section « Notes et références ».

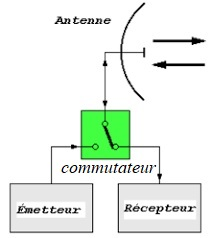
Schéma d'un circuit électronique avec la position du commutateur.

Un duplexeur est un dispositif électronique permettant l'utilisation d'une même antenne pour l'émission et la réception du signal. Il s'agit donc d'un commutateur qui relie alternativement l'antenne à l'émetteur puis au récepteur radio. Avec un duplexeur, l'antenne est reliée en permanence à l'émetteur et au récepteur. 
Le duplexeur est courant dans les domaines des radiocommunications. 

## Description
Un duplexeur (dans la même gamme) ou un diplexeur (dans deux gammes différentes) permet d'exploiter un seul câble entre les émetteurs-récepteurs et les antennes. Ce ne sont pas des commutateurs car les connexions sont permanentes.

## Caractéristiques

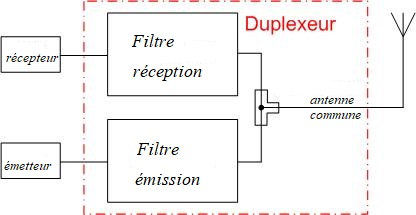
Duplexeur sur lequel l'émetteur et le récepteur sont raccordés en permanence. Il n'y a dans ce cas aucun besoin de commutation.

Un duplexeur doit donc être conçu pour : 
- fonctionner dans les plages de fréquence d'émission et de réception ;
- pouvoir supporter la puissance d'émission ;
- isoler les deux canaux de façon adéquate.

### Autres domaines
Pour d'autres applications en radiocommunications, où les signaux émis et reçus sont de fréquences différentes, des filtres passe-bandes sont utilisés pour les séparer.  